# Поповка (Моркиногорское сельское поселение)
Поповка (карел. Popouhka) — деревня в Бежецком районе Тверской области. Входит в состав Моркиногорского сельского поселения.

## География
Находится в восточной части Тверской области на расстоянии приблизительно 32 км по прямой на юг-юго-запад от районного центра города Бежецк.

## История
Деревня была отмечена еще на карте 1825 года. В 1859 году здесь (тогда деревня Бежецкого уезда Тверской губернии) было учтено 13 дворов, в 1978 — 20.

## Население
Численность населения: 88 человек (1859 год), 7 (русские 86 %) в 2002 году, 1 в 2010.